# クイズ$マジオネア
クイズ$マジオネアは、フジテレビのバラエティ番組「めちゃ×2イケてるッ!」の中で放送されていた、同局のクイズ番組「クイズ$ミリオネア」をモチーフとした人気コーナーのひとつである。英語表記は「Quiz MAJIONAIR -WHY OKAMON TELLS THE SECRET-」。
同じ局のフジテレビのため、セットは「クイズ$ミリオネア」と同じものを使用していると思われる。2001年3月10日放送開始。2003年まで不定期で放送されていた。2004年7月24日の27時間テレビでの生ジオネアが最後となっている。

## 概要・特徴
「マジオネア」とは「MAJI・ON AIR」（マジでオンエアするの!?）という意味。セットは本家で使用されているものをそのまま使っており、問題文・選択肢・賞金のCGも全く同じ。最初はウォーミングアップとばかりに早押し並べ替えクイズ（ここだけまともな問題）から入るが、一番早く正解してもセンターシートに座れるわけではなく、司会であるナインティナインの岡村隆史扮する「おかもんた」に指名された解答者が挑戦する。
しかし、出題される問題は全部で3問（稀に4問）あるが、全問とも解答者のプライバシーに関わるものばかりで解答者は半ば狂乱状態となるのがお決まりのパターンとなっている（いわゆる暴露ネタコント）。しかも、ドロップアウトをすることができず、全問とも解答を強要される（一度だけ例外があった。後述）。
多くの場合、1問目や2問目で出題される出来事や事件は「あるお笑い芸人」や「某俳優」など広義の人物を対象としており、解答者と関連があることが明確に出題されない。最終問題にて今まで出題された出来事や事件の当該人物が解答者であることが判明する出題方式になっている（ただし、矢部は回答者ではないのに当該人物となった事が2回あった。後述）。
選択肢の正解率は「D」が100%である。本家のミリオネアにならい、センターシートでの出題はA、B、C、Dの順番で選択肢が出される。仮の選択肢であるA、B、Cが出ても、解答者はそれほど反応しないが、最後の選択肢であるDが出た瞬間に解答者のプライバシーが暴露されるため、解答者が急変する。多くの場合Dの選択肢は解答者が自ら口にしたくない言葉・単語であるため解答者は「D」とだけ発し解答しようとするが、必ずおかが「Dの？」と聞き返し強制的にDの選択肢を読み上げさせる。なお解答者がA、B、Cを答えようとしてもおかが認めない。
コーナー開始当初は、めちゃイケメンバーが解答者として答えていたが、その後は毎回、おかもんたが「おめでとう、補欠ルーム!!」と、スタジオ外の補欠ルームにいる（セットがあるわけではなく、単に控室やロビーなどで待機している）ゲストが解答者として呼ばれている。ゲストはマジオネアが収録されていることを知らされておらず、前触れもなくセンターシートに座ることを強いられる。
またまれにライフラインの「テレフォン」が強制的に使用させられることもあり、解答者の浮気相手や合コン相手が出て解答者を追いつめることがある。
台湾のテレビ番組「綜芸旗艦」がパクったコーナーの1つである。
また2004年の「FNS27時間テレビ18 めちゃ²オキてるッ! 楽しくなければテレビじゃないじゃ～ん!!」では「クイズ生マジオネア（クイズナマジオネア）」として19時頃から21時頃までの約2時間生放送で行われた。
ナレーターはめちゃイケのナレーターかつ本家の「ミリオネア」の2代目ナレーターを務めている木村匡也（但し当初は武居“M”征吾。また『まるまるちびまる子ちゃん』関連者が出場した時のみキートン山田）。
ただし、本家「クイズ$ミリオネア」のイギリスの版権元がこのパロディを黙認しているのかは不明（この番組はセット構造物の設計図など、細かい契約が定められている）。出演者の出来事や事件を暴露するという要素は後に「恋のかま騒ぎ」「クイズ自分ショック」の順に受け継がれる（上述の概要とは多少異なる）。

## 司会
- おかもんた（岡村隆史）

オープニングのタイトルコールで「あなたの人生を変えてしまうかもしれない、クイズ$マジオネア!!」と言った直後、顔芸をする。また、ファイナルアンサー後の“おか溜め”でも、間断なく顔芸を続ける。2007年には『みのもんたの朝ズバッ!』（TBS系）のパロディ「おかもんたの朝メチャッ!」に再び登場している。
- いまもんた（今田耕司）

2004年7月24日の「FNS27時間テレビ18 めちゃ²オキてるッ! 楽しくなければテレビじゃないじゃーん!!」内の「クイズ!生マジオネア（くいずなまじおねあ）」で、おかもんたが初めてセンターシートに座ることになった（おかは中居正広が解答すると聞かされていた）際、代役で司会を務めた。
因みに、いまもんたに出演の話が来たのが放送日の2日前であり、登場時には「おとついの夕方生まれました」と語っている。

## 賞金
- 上述のとおり、表示されるCGは本家と全く同じものが用いられるものの、反して賞金の額は非常に低くなっている。

1. ¥10
2. ¥100
3. ¥1,000
4. （¥10,000）

通常は3問だけで上限は1000円まで。4問存在する場合は10000円。

## 解答者
◇…本家「クイズ$ミリオネア」のセンターシートにも座った解答者

### シーズン1
| 解答者               | 放送・発覚内容（当時のもの） |
| -------------------- | --- |
| 加藤浩次◇            | 最初の挑戦者。 新しい彼女（現在の夫人）、カオリちゃんの存在が発覚。 |
| 山本圭壱             | アイドルを温泉旅行に誘おうとした事と、ちょっかいを出した女性タレントに氷水をかけられていた事が発覚。 |
| 有野晋哉             | 六本木の出っ歯のチーママ（現夫人である北村祐子ではない）が死ぬほど好きだったことが発覚。 |
| 鈴木紗理奈           | ドラマ「平成夫婦茶碗」の照明さん（スタッフ）に一目惚れし、本気でコクろうか悩んだ。 |
| 濱口優               | globeのKEIKO似の主婦とのEメール恋愛にはまり、挙げ句の果てに「そろそろ会おうかな、アッハッハッハッハ」という内容のメールを送ったことが発覚。それを聞いたおかは、「お前はもう性転換手術をしなさい!」。 |
| 矢部浩之             | 「やりすぎ家庭教師」の主演女優、Xちゃんとお熱い夜を過ごしたことが発覚。 矢部がスローで逃走しておかが捕まえる「コントナインティナイン」を初披露。 |
| Xちゃん （深田美穂） | 2001年の『FNS27時間テレビ15』での初の生放送、お面をかぶって登場。 「岡村さん、何してはるんですか。」が口癖の芸人=矢部とのお熱い夜を暴露。矢部は「もうめちゃイケやめる!」と完全に壊れ「舌噛んで死ぬ」と発言し実際に噛んだが極楽によって阻止される。 テレフォンが初めて使用されて矢部の携帯につなげられた。また、この回では問題が1問多く、獲得賞金は1万円であった。 |
| 武田真治             | 女子大生との交際が発覚。おかもんたからは、「じょし、だいせい」と大生にアクセントを置いて言われていた。 道ばたで知り合った彼女に「写真を撮らせてください」という芸能人にありえない言葉を言った。 「コントナインティナイン」で武田は逃げるも捕まり、おかもんたが一言「照れちゃダメ!」                                                                               |

雛形あきこ・オアシズは挑戦したことがない。

### シーズン2
| 解答者                         | 放送・発覚内容（当時のもの） |
| ------------------------------ | --- |
| ふかわりょう                   | シーズン2最初の挑戦者。 風俗店では「ふかや」と名乗り、赤ちゃん言葉でおねだりしたことが発覚。 |
| 山崎邦正◇                      | 山崎が結婚して間もない時期。Dの選択肢は1・2問目が「おもろなくなった」、3問目が「おもろなくなった山崎邦正」（他の選択肢は「志村けん」、「ウド鈴木」、「内村光良」と当時独身の芸人だった） 愛する妻の頭の弱さが発覚（グリーンはやっぱり速いわ～）。 |
| 中島知子◇ （オセロ）           | 最近Tバックを集めている事、男の気をひこうとしてブラヒモを見せるも失敗する、すっぴんでフジテレビに入ると必ず職員に止められるエピソードを暴露。 |
| 上田晋也◇ （くりぃむしちゅー） | 自称「お笑いルポライター」と称してテレクラでナンパをしていた事実が発覚。 3問目のA～Cの選択肢は全て「くりぃむしちゅー」の文字の一部を変えただけ。上田「どれを言おうが俺だよ!」 相方有田哲平の暴走はアゴをつかむことで停止することが判明。 さらに有田は調子に乗って上田に関する放送できない内容を浴びせる。上田「何この暴露の波状攻撃?」。 |
| 原口あきまさ                   | 自分のネタは1問目だけで、2問目以降は矢部浩之の矢部会ネタを出題。4問目の選択肢は全て『矢部浩之』だったので唯一ドロップアウトを宣言した。 アンバランス山本が応援に登場。矢部会3ショットが実現。 |
| 中川剛 （中川家）              | 合コンでノッポ系の女性に「一緒に帰りたいニャン」と言ってお持ち帰りに成功。 |
| 宮迫博之 （雨上がり決死隊）    | 2時間スペシャルでの放送で、これまでの出演者が未婚だったことから「妻子持ちスペシャル」として放送。 『ワンナイR&R』の収録と聞かされており、レギュラー一同で登場。 2002年の夏、BS番組のロケと妻にウソをついてプライベートで沖縄に行き、キレイな母と娘を満喫したことが発覚。 更に「テレフォン」が使用されテレフォンブレーンはそのキレイな母と娘。 「妻子持ちスペシャル」ということで賞金のほかにBS内蔵テレビ（宮迫家のテレビはBS非対応で、前述のウソを見抜けなかったため）とJAL沖縄1泊2日の旅を獲得。 |
| 東幹久                         | 合コンで行われる謎の「東幹久ゲーム」の実態にスタジオ凍り付く。 Over Driveが応援として観客席から出演。 |
| 鈴木おさむ （放送作家）        | めちゃイケで知り合ったグラマラスな森三中大島美幸との結婚を発表。 |
| 磯野貴理子◇                    | 1・2問目のDの選択肢は「一人でテキーラを吐くまで飲む」 3問目の選択肢は「A：一人で」「B：テキーラを」「C：吐くまで飲む」「D：磯野貴理子」 恋愛ネタを期待していた貴理子は「もうイヤもう!（怒）」。 |
| 石井一久                       | ラスベガスで1万ドル（当時のレートで約120万円）負けた事と、メジャーリーグ（当時ドジャース所属）で登板のない日は最終回までトイレで昼寝をしていたことを暴露され、「ダメジャーリーガー」と揶揄される。最後の問題はD以外の選択肢は「カールスモーキー石井」「K-1石井館長」「石井光三オフィス」と、石井に引っ掛けた解答だった。 |
| 山咲トオル◇                    | 普段のおネエキャラとは全く逆のマジギレキャラだけでなく、本名（中沢惣八郎）も暴露される。 |
| 和田アキ子◇                    | 下っ腹の脂肪吸引をしている事と家に帰ると夫に『私を抱いて』と言っていることを暴露される。また、応援として実の姪が登場した。 |
| テツ （テツandトモ）           | 同棲中の彼女と風呂で反省会をしていること、デートの時、つい脱糞してしまい怒られて泣いた事実が発覚。 自宅のベランダの映像を中継された状態で彼女とテレフォンをつなげられる。 |
| 蝶野正洋                       | ある試合の時下痢気味でオムツをはいていた事実が発覚。 3問目は問題文にヒントが出ていた（白鳥の湖）。 |
| 小堺一機                       | 大物ハゲ司会者が過去に口癖のように「萩本死ね!」発言をしていたことが発覚。 この収録の後「ごきげんよう」の出張サイコロのコーナーとして同スタジオでの収録に突入。しかし加藤だけ参加できなかった。 |

### 27時間テレビ「生マジオネア」（2004年7月24日放送）
| 解答者                           | 放送・発覚内容（当時のもの） |
| -------------------------------- | --- |
| 田村淳◇ （ロンドンブーツ1号2号） | 交際相手のタレントに4股（業界人（お笑い芸人）・サラリーマン（めちゃイケスタッフ）・野球選手（在京球団）・淳）をかけられていた事実が発覚。 観客席にいた山本が4股の内容について更なる暴露を行っていた。 このとき相方の亮は自分のことではないのになぜか緊張していた。 |
| 堀内健◇ （ネプチューン）         | 名倉潤、または原田泰造の挑戦をおかが匂わせ本人は傍でふざけていたが、結局自分が解答することになる（免れた2人は抱き合って喜んでいた）。 かつて交際していた女優に「俺の女じゃ嫌か？」「この恋の苦しみから解放してくれ」と告白したこと、最後はプロレス技のかけすぎで破局したことを暴露された。このとき彼は解答中に半狂乱となり、あわや泰造とケンカ寸前となった（但しケンカに入った場合はノープランである事をおかが見抜き、ケンカに至らず）。 3問目A～Cの選択肢はなぜか保坂尚輝だった（当時の保坂の離婚会見での発言が話題になったため）。 |
| おかもんた（岡村隆史）           | いまもんたがサプライズ司会者として登場（因みにおか曰く放送前の打ち合わせではスタジオにいた中居正広が解答者席に着く予定だったとの事。いわゆる逆ドッキリ）。 女子大生との合コンで恋愛論を延々と語っていたことを暴露された。しかしテレフォンブレーンとして登場した女子大生から「COWCOWの方が面白い」とツッコまれる。 この後の「さんま・中居の今夜も眠れない」にて明石家さんまから上記の件で怒られた。 |